# Centropogon solisii
Centropogon solisii är en klockväxtart som beskrevs av Jeppesen. Centropogon solisii ingår i släktet Centropogon och familjen klockväxter. Inga underarter finns listade i Catalogue of Life.